# Влодари
Влодари (пол. Włodary, нім. Volkmannsdorf) — село в Польщі, у гміні Корфантув Ниського повіту Опольського воєводства.
Населення — 538 осіб (2011).

## Демографія
Демографічна структура станом на 31 березня 2011 року:
|          | Загалом | Допрацездатний вік | Працездатний вік | Постпрацездатний вік |
| -------- | ------- | ------------------ | ---------------- | -------------------- |
| Чоловіки | 269     | 72                 | 182              | 15                   |
| Жінки    | 269     | 75                 | 148              | 46                   |
| Разом    | 538     | 147                | 330              | 61                   |